# Tinea pellionella
Tinea pellionella (comúnmente llamada polilla portaestuche, polilla del estuche o polilla de la ropa) es una especie de polilla de la familia Tineidae. Es el tipo nomenclatural del género Tinea, que a su vez es el tipo nomenclatural de su subfamilia, familia y superfamilia. Su nombre científico se deriva de "Tinea", un término genérico usado para algunos microlepidópteros (Microlepidoptera) y del término latino para peletero, "pellionellus".
Esta especie tiene una distribución cosmopolita, difundida por casi todo el mundo. Es sinantrópica; el adulto habitualmente se encuentra durante el verano y principios de otoño, pero los que residen en las viviendas humanas pueden verse en otras épocas del año.
Tinea pellionella es desde gris plateada brillante hasta color marrón claro, con pelos de color grisáceo oscuro en la parte superior de su cabeza. El adulto tiene un tamaño que oscila entre 9 y 16 milímetros. Sus alas anteriores son de color marrón canoso, con una gran mancha y algunos puntos negros más pequeños, indistintos. Las alas posteriores son rectas, de color marrón pálido-gris. Las alas anteriores y en especial las alas posteriores están rodeadas por un fleco velludo. La larva se alimenta principalmente de fibras de queratina, como pelos y plumas. Puede convertirse en una plaga cuando se alimenta de alfombras, pieles, tapicería y de tejidos de lana. También consume detritus, telarañas, nidos de aves (sobre todo de la paloma doméstica), productos vegetales almacenados y empapelado de paredes. Se mantiene dentro de un estuche ajustado que construye a partir de residuos tales como fibras y pelos.
Las medidas de control para el caso que devenga la polilla portaestuche son similares a las de la polilla de la ropa común (Tineola bisselliella) e incluyen medidas físicas, químicas y biológicas.[cita requerida]
Al ser una especie muy extendida y por convivir a menudo con los seres humanos, Tinea pellionella fue una de las primeras polillas descritas científicamente en el sentido moderno. En ese momento, la mayoría de las polillas se incluyeron en un solo género, "Phalaena", pero Tinea ya era reconocido como un subgénero diferente. Algunos investigadores que estudiaron esta polilla creyeron, erróneamente, que habían descubierto una cepa anteriormente desconocida para la ciencia, y la describieron como nueva especie, pero hoy todas ellas están incluidas dentro de Tinea pellionella:
- Phalaena (Tinea) pellionella, Linnaeus, 1758.
- Phalaena zoolegella, Scopoli, 1763.
- Tinea demiurga, Meyrick, 1920.
- Tinea gerasimovi, Zagulajev, 1978.
- Tinea pelliomella, (lapsus).